# Ntsikelelo Nyauza
Ntsikelelo Nyauza (sinh ngày 10 tháng 5 năm 1990) là một cầu thủ bóng đá người Nam Phi thi đấu cho Orlando Pirates, ở vị trí hậu vệ.

## Sự nghiệp
Nyauza từng thi đấu cho Platinum Stars, Roses United và Orlando Pirates.

## Thống kê sự nghiệp
Tính đến 30 tháng 1 năm 2018
| Câu lạc bộ          | Mùa giải            | Giải vô địch            | Giải vô địch | Giải vô địch | Cúp     | Cúp       | Cúp Liên đoàn | Cúp Liên đoàn | Khác    | Khác      | Tổng cộng | Tổng cộng |
| Câu lạc bộ          | Mùa giải            | Hạng đấu                | Số trận      | Bàn thắng    | Số trận | Bàn thắng | Số trận       | Bàn thắng     | Số trận | Bàn thắng | Số trận   | Bàn thắng |
| ------------------- | ------------------- | ----------------------- | ------------ | ------------ | ------- | --------- | ------------- | ------------- | ------- | --------- | --------- | --------- |
| Platinum Stars      | 2010–11             | Premier Soccer League   | 9            | 0            | 0       | 0         | 0             | 0             | 0       | 0         | 9         | 0         |
| Platinum Stars      | 2011–12             | Premier Soccer League   | 15           | 0            | 0       | 0         | 0             | 0             | 0       | 0         | 15        | 0         |
| Platinum Stars      | 2012–13             | Premier Soccer League   | 4            | 0            | 0       | 0         | 1             | 0             | 0       | 0         | 5         | 0         |
| Platinum Stars      | Tổng                | Tổng                    | 28           | 0            | 0       | 0         | 1             | 0             | 0       | 0         | 29        | 0         |
| Roses United        | 2013–14             | National First Division | 1            | 0            | 0       | 0         | 0             | 0             | 0       | 0         | 1         | 0         |
| Orlando Pirates     | 2013–14             | Premier Soccer League   | 8            | 0            | 3       | 0         | 0             | 0             | 0       | 0         | 11        | 0         |
| Orlando Pirates     | 2014–15             | Premier Soccer League   | 18           | 0            | 0       | 0         | 1             | 0             | 2       | 0         | 21        | 0         |
| Orlando Pirates     | 2015–16             | Premier Soccer League   | 20           | 0            | 5       | 0         | 1             | 0             | 1       | 0         | 27        | 0         |
| Orlando Pirates     | 2016–17             | Premier Soccer League   | 12           | 0            | 0       | 0         | 1             | 0             | 0       | 0         | 13        | 0         |
| Orlando Pirates     | 2017–18             | Premier Soccer League   | 17           | 2            | 0       | 0         | 2             | 1             | 0       | 0         | 19        | 3         |
| Orlando Pirates     | Tổng                | Tổng                    | 75           | 2            | 8       | 0         | 5             | 1             | 3       | 0         | 91        | 3         |
| Tổng cộng sự nghiệp | Tổng cộng sự nghiệp | Tổng cộng sự nghiệp     | 103          | 2            | 8       | 0         | 6             | 1             | 3       | 0         | 120       | 3         |

1. 1 2  Số trận ở MTN 8